# Tramway de Gaziantep
Le tramway de Gaziantep est le réseau de tramways de la ville de Gaziantep, en Turquie. Ouvert en 2011, il compte actuellement trois lignes. Les rames qui y circulent proviennent des réseaux de Francfort-sur-le-Main en Allemagne et de Rouen en France.

## Historique
Le 15 janvier 2013, Gaziantep rachète pour 5,2 millions d'euros les 28 rames du tramway de Rouen en France,.

## Réseau actuel

### Aperçu général
Le réseau compte trois lignes :
| Numéro | Origine-Destination   | Date | Longueur (km) | Nombre de stations |
| ------ | --------------------- | ---- | ------------- | ------------------ |
| T1     | Adliye - Burç Kavşağı | 2011 | 10,7          | 14                 |
| T2     | Adliye - Gar          | 2012 | 9,5           | 14                 |
| T3     | İbni Sina - Gar       | 2014 | 14,9          | 19                 |